# Jennifer Finnigan
Jennifer Christina Finnigan (Montréal, 22 agosto 1979) è un'attrice canadese.
È vincitrice di tre Emmy Awards consecutivi per il suo ruolo di Bridget Forrester nella soap opera Beautiful (2000-2004). Ha inoltre interpretato il ruolo della protagonista nelle serie TV Close to Home - Giustizia ad ogni costo (2005-2007), Better with You (2010-2011) e Monday Mornings (2013). Dal 2014 al 2016 ha interpretato Molly Al-Fayeed nella serie TV Tyrant.

## Biografia
Nel 2007 si è sposata a Mykonos, in Grecia, con l'attore Jonathan Silverman.

### Carriera
Attrice che lavora per lo più in campo televisivo, ha iniziato la sua carriera ottenendo piccole parti in serie TV come Nikita e Hai paura del buio? È conosciuta soprattutto per aver interpretato il ruolo di Bridget Forrester in Beautiful, ruolo ricoperto dal 2000 al 2004, per il quale ha vinto ben tre Emmy.
Dopo l'esperienza in Beautiful, interpreta la patologa Devan Maguire in Crossing Jordan, e partecipa alla sitcom Pazzi d'amore, sospesa però dopo soli tredici episodi. Nel 2000 interpreta la sfortunata protagonista in Amicizie pericolose, mentre dal 2005 al 2007 è impegnata nella serie Close to Home - Giustizia ad ogni costo, in cui ricopre il ruolo di Annabeth Chase. Dopo la fine della serie partecipa ad alcuni episodi di The Dead Zone.

## Filmografia parziale

### Cinema
- Nice Guys, regia di Joe Eckardt (2006)
- Beethoven - A caccia di Oss... car! (Beethoven's Big Break), regia di Mike Elliott (2008)
- The Coverup, regia di Brian Jun (2008)
- Conception, regia di Josh Stolberg (2012)
- The Opposite Sex, regia di Jennifer Finnigan e Jonathan Silverman (2014)
- Andover, regia di Scott Perlman (2017)

### Televisione
- Shelby Woo, indagini al computer – serie TV, 10 episodi (1998)
- My Hometown – serie TV, episodio 3x12 (1998)
- Un lupo mannaro americano a scuola (Big Wolf on Campus) – serie TV, episodio 1x09 (1999)
- Student Bodies – serie TV, 16 episodi (1999-2000)
- Nikita – serie TV, episodio 4x02 (2000)
- Hai paura del buio? (Are You Afraid of the Dark?) – serie TV, episodio 7x10 (2000)
- The Fearing Mind – serie TV, episodio 1x02 (2000)
- Amicizie pericolose (The Stalking of Laurie Show), regia di Norma Bailey – film TV (2000)
- Beautiful (The Bold and the Beautiful) – soap opera, 501 episodi (2000-2004)
- Largo Winch – serie TV, episodio 1x15 (2001)
- Crossing Jordan – serie TV, 10 episodi (2004)
- Pazzi d'amore (Committed) – serie TV, 13 episodi (2005)
- Close to Home - Giustizia ad ogni costo (Close to Home) – serie TV, 43 episodi (2005-2007)
- The Dead Zone – serie TV, episodi 4x03-4x12-6x11 (2005-2007)
- Il diritto di una madre (Playing for Keeps), regia di Gary Harvey – film TV (2009)
- I misteri di Shadow Island - Matrimonio senza lo sposo (Wedding for One), regia di Gary Yates – film TV (2010)
- I misteri di Shadow Island - L'ultimo Natale (The Last Christmas), regia di Gary Yates – film TV (2010)
- Better with You – serie TV, 22 episodi (2010-2011)
- Psych – serie TV, episodio 6x09 (2011)
- Monday Mornings – serie TV, 10 episodi (2013)
- Baby Sellers - Bambini in vendita (Baby Sellers), regia di Nick Willing - film TV (2013)
- Tyrant – serie TV, 32 episodi (2014-2016)
- Angel of Christmas, regia di Ron Oliver – film TV (2015)
- Salvation – serie TV (2017-2018)
- Amore in appello (Walking the Dog), regia di Gary Harvey – film TV (2017)
- La città del Natale (Welcome to Christmas), regia di Gary Harvey – film TV (2018)
- Moonshine – serie TV (2021-in corso)
- 9-1-1 – serie TV, episodio 8x06 (2024)

## Riconoscimenti
- 2001 – Young Artist Awards
  - Candidatura Miglior giovane attrice in una soap opera (per Beautiful)

- 2001 – Soap Opera Digest Awards
  - Candidatura Miglior giovane attrice in una soap opera (per Beautiful)

- 2002 – Premio Emmy
  - Miglior giovane attrice in una serie drammatica (per Beautiful)

- 2003 – Premio Emmy
  - Miglior giovane attrice in una serie drammatica (per Beautiful)

- 2003 – Soap Opera Digest Awards
  - Candidatura Miglior giovane attrice in una soap opera (per Beautiful)

- 2004 – Premio Emmy
  - Miglior giovane attrice in una serie drammatica (per Beautiful)

## Doppiatrici italiane
Nelle versioni in italiano delle opere in cui ha recitato, Jennifer Finnigan è stata doppiata da:
- Laura Lenghi in Beethoven: A caccia di Oss... car!, Close to Home - Giustizia ad ogni costo, I misteri di Shadow Island - Matrimonio senza lo sposo, I misteri di Shadow Island - L'ultimo Natale,  Psych
- Valentina Mari in Amicizie pericolose, Il diritto di una madre
- Rosanna Fedele in Beautiful
- Chiara Colizzi in Crossing Jordan
- Ilaria Stagni in Pazzi d'amore
- Letizia Scifoni in Better with You
- Patrizia Mottola in Amore in appello
- Anna Cugini in Tyrant
- Francesca Manicone in Salvation
- Sabrina Duranti in 9-1-1